# Elatostema tricaule
Elatostema tricaule är en nässelväxtart som beskrevs av Wen Tsai Wang. Elatostema tricaule ingår i släktet Elatostema och familjen nässelväxter. Inga underarter finns listade i Catalogue of Life.